# Giottino
Giotto di Stefano ou Tommaso (ou Maso) di Stefano ou    Tommaso Fiorentino, connu sous le nom de Giottino, (Florence avant 1324 - Florence après 1369) est un peintre italien qui fut actif au XIVe siècle.

## Biographie
Peintre de la fin du Moyen-Âge, mais annonçant déjà la Renaissance, il est fréquemment présenté — avec peu d'arguments — comme le fils de Giotto. C'est probablement plus celui de Stefano Fiorentino, disciple de Giotto. Si sa  vie est mentionnée par Vasari, ses œuvres restent rares.
Son chef-d'œuvre incontesté reste sa Pietà (musée des Offices) où il excelle dans la représentation des sentiments. Il fait également preuve d'un réalisme développé qui témoigne des tendances de la Florence de son époque.
Son activité est aujourd'hui encore au centre de problèmes compliqués d'identification et d'attribution. Par exemple, le Portrait de Jean II le Bon lui est parfois attribué, sans que l'on puisse s'en assurer absolument. Il a été confondu pendant des siècles avec Maso di Banco et avec Stefano Fiorentino lui-même. 

## Œuvres
- Pietà de San Remigio (vers 1365), tempera sur bois, 195 cm × 134 cm, Galerie des Offices, Florence.
- Jugement dernier, Ajaccio.
- Descente de Croix, musée des Offices, Florence.
- Légende de saint Sylvestre, Basilique Santa Croce de Florence.
- Vie du Christ, Basilique Santa Maria Novella, Florence.
- Annonciation, Pise.
- Portrait de Jean II le Bon, Paris.
- Un triptyque, Montauban.
- Fresques, Assise.